# Parisátide
Parisátide (em persa antigo: Parušyātiš, em grego:  Παρύσατις) foi uma poderosa rainha persa, consorte de Dario II e teve uma grande influência durante o reinado de Artaxerxes II.

## Biografia
Parisátide era filha de Artaxerxes I, imperador da Pérsia e Ândia da Babilônia. Ela era a meia-irmã de Xerxes II, Soguediano e Dario II. Ela se casou com seu meio-irmão Dario II e teve 13 filhos, dos quais quatro sobreviveram à idade adulta: Artaxerxes II, Ciro, o Jovem, Ostanes e Oxatres; e uma filha -  Amástris.

### Influência na corte
Parisátide era muito poderosa e tinha uma rede de espiões e informantes. Ctésias, que era seu médico, cita em seus livros como ela iria identificar e ordenar a execução de várias pessoas que eram uma ameaça ao trono. Parisátide era muito experiente e teve sucesso na ascensão de Dario II ao trono, embora ele fosse um bastardo e não um filho legítimo. Ctésias registra que ele dependia muito de seus conselhos.
Além disso, ela é mencionada por ter possuí do muitas terras e aldeias na Síria, Média e Babilônia. Um registro dos impostos pagos diretamente a ela permaneceu, bem como o servo que estava encarregado de administrar suas propriedades e arrecadações de impostos - Ea bullissu.

### Conspiração de Ciro, o Jovem

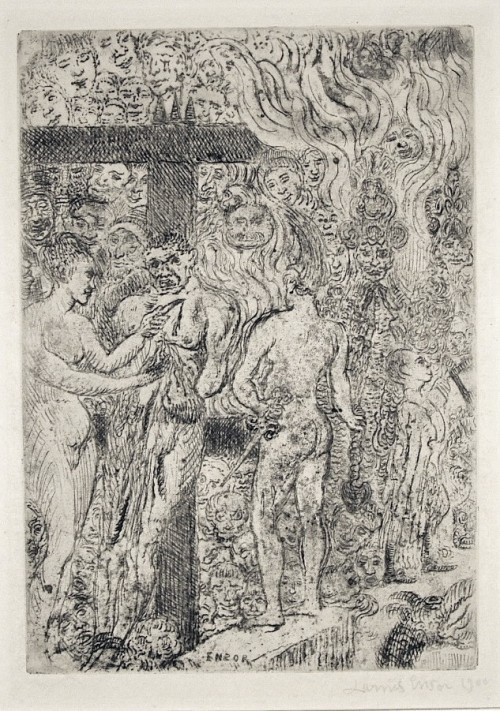
Rainha Parisátide esfolando um eunuco por James Ensor

Seu filho favorito era Ciro, e foi por causa de sua influência que ele recebeu o comando supremo no oeste da Anatólia quando adolescente por volta de 407 a.C. Quando seu marido morreu, ela apoiou Ciro. Quando Ciro foi derrotado na Batalha de Cunaxa, ela culpou o sátrapa Tissafernes por sua morte e, portanto, o assassinou não muito tempo depois.
De acordo com o capítulo sobre Artaxerxes II na Vida de Plutarco, um jovem soldado persa chamado Mitrídates sem saber atacou Ciro, o Jovem, durante a Batalha de Cunaxa, fazendo-o cair do cavalo, atordoado. Alguns eunucos encontraram Ciro e tentaram trazê-lo para um lugar seguro, mas um cauniano entre os seguidores do acampamento do rei atingiu uma veia atrás de seu joelho com um dardo, fazendo-o cair e bater com a cabeça em uma pedra, morrendo então. Imprudentemente, Mitrídates se gabou de ter matado Ciro no tribunal, e Parisátide o executou por escafismo. Da mesma forma, ela se vingou de Masabates, o eunuco do rei, que cortou a mão e a cabeça de Ciro ao ganhá-lo de seu filho Artaxerxes em um jogo de dados e matá-lo vivo.

### Rivalidade com Estatira
Estatira era a esposa de Artaxerxes II. Seu irmão, Teritucmes, amava uma de suas meias-irmãs mais do que sua esposa - Amástris, filha de Dario II e Parisátide. Teritucmes tentou iniciar uma rebelião, e Parisátide mandou matar toda a família e só poupou a vida de Estatira a pedido de seu filho.
Depois que Artaxerxes II assumiu o controle e a tentativa de Ciro de tomar o trono falhou, a rainha-mãe Parisátide e a rainha consorte Estatira tentaram ser a principal influência política sobre o rei, tornando-se grandes rivais.
Consta que o ódio intenso entre as duas mulheres levou Parisátide a encorajar Artaxerxes II a aceitar concubinas para entristecer sua esposa. Estatira também se manifestou publicamente contra as crueldades da rainha-mãe na corte persa. Por exemplo, ela criticou o tratamento brutal dispensado ao eunuco Masabates, intensificando seu conflito com Parisátide.
Finalmente, Parisátide mandou assassinar Estatira. Fontes clássicas fornecem razões diferentes para esse feito. De acordo com uma versão, Parisátide queria salvar a vida do comandante espartano Clearco e seus companheiros generais, que haviam sido feitos prisioneiros por Tissafernes, mas Estatira conseguiu persuadir seu marido a executar os prisioneiros. Portanto, Parisátide supostamente envenenou Estatira. Plutarco, em sua biografia de Artaxerxes II, não acreditou nessa história. De acordo com outra tradição, Parisátide assassinou sua nora porque ela percebeu que seu filho só sentia amor verdadeiro por sua esposa. Plutarco relata que Parisátide executou o assassinato com a ajuda de uma serva leal chamada Gigis. Ela esculpiu um pássaro com uma faca envenenada de tal forma que apenas metade do animal foi misturada com o veneno. Essa metade foi servida a Estatira quando jantaram juntos. A refeição envenenada causou a dolorosa morte de Estatira.
Artaxerxes ficou furioso e tentou capturar Gigis, que estava escondida nos aposentos de Parisátide. Eventualmente, ela foi capturada quando visitou sua família e foi executada. Parisátide foi banida para a Babilônia, mas voltou depois e recuperou sua influência sobre Artaxerxes. Ela o aconselhou a se casar com as filhas Amástris e Atossa, para continuar sua influência sobre ele, já que eram menos experientes na corte.

## Na cultura popular

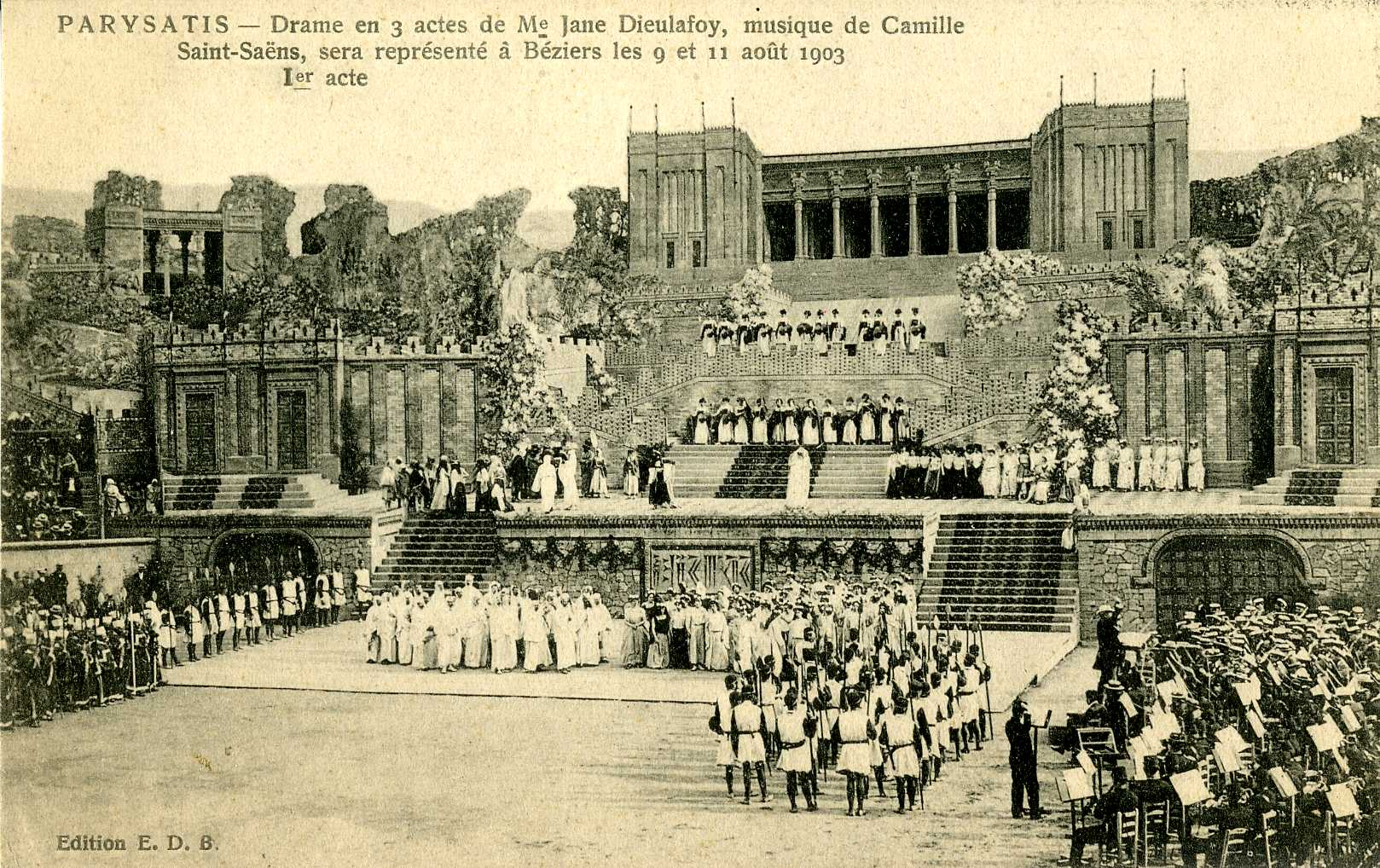
Ópera Parisátide, escrita por Jane Dieulafoy com música de Camille Saint-Saëns em 1902

- O asteróide 888 Parysatis, descoberto por Max Wolf, recebeu seu nome em homenagem a ela.

- Jane Dieulafoy escreveu um romance chamado Parysatis em 1890. Mais tarde foi transformado em uma peça com música instrumental por Camille Saint-Saëns em 1902.

- James Ensor criou uma gravura chamada "La Reine Parysatis ecorchant un eunuque" (Rainha Parisátide esfolando um eunuco), mostrando a execução de Masabates.